# 장영철 (카누 선수)
장영철(1964년 9월 9일~)은 대한민국의 카누 선수로, 1984년 하계 올림픽에 참가했다.